# Orti Farnesiani
Gli Orti Farnesiani sono degli orti botanici a Roma, creati nel 1550 sulla parte settentrionale del colle Palatino, per volontà del cardinale Alessandro Farnese. Sono stati i primi orti botanici privati in Europa, di poco posteriori agli orti botanici delle università di Pisa e Padova, cui spetta il primato di primi orti botanici europei.

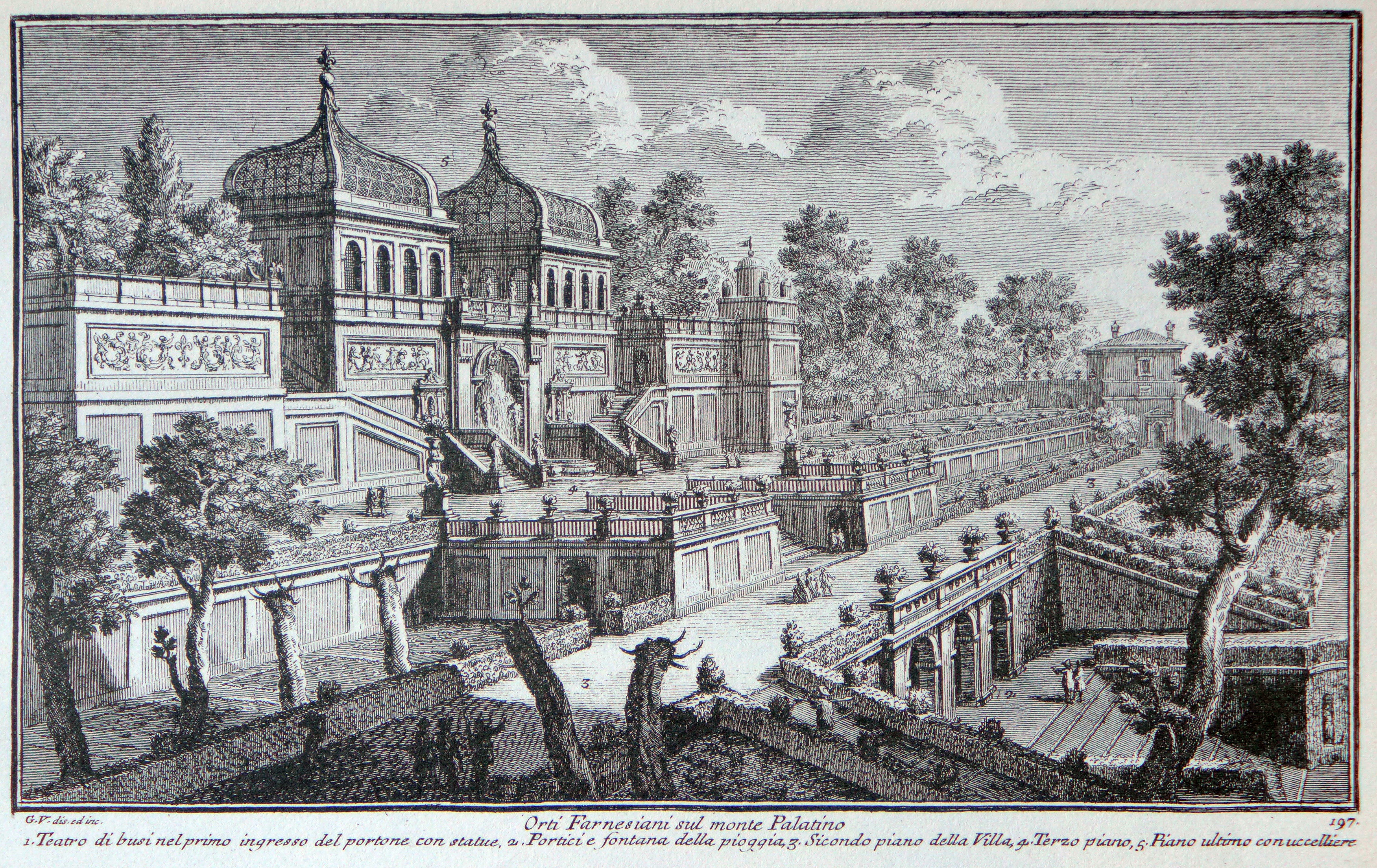
Incisione degli Orti Fanesiani del 1761 di Giuseppe Vasi

## Descrizione
Alessandro Farnese fu nominato Cardinale della Chiesa Cattolica Romana nel 1534, all'età di 14 anni, da suo nonno Papa Paolo III, che era stato eletto al soglio pontificio due mesi prima. È ricordato per essere un antiquario che ha riunito la più grande collezione di scultura romana riunita in mani private fin dall'antichità, la famosa Collezione Farnese.
Nel 1550, quando Farnese acquisì una parte settentrionale del colle Palatino, convertì la Domus Tiberiana, che si trovava all'estremità nord-ovest del colle, in una residenza estiva, dove riunì tutti i pezzi della propria collezione. 
Il giardino era articolato nel classico stile a quadranti con al centro un pozzo o una fontana, derivato dalla pianta degli antichi edifici romani a peristilio, come ideati dal noto architetto Vignola. 
I giardini erano disposti a terrazze, dove si trovavano alcune opere architettoniche, come il Ninfeo della Pioggia e il Teatro del Fontanone. Oggi ne sono rimaste solo alcune strutture residue. Dopo decenni di restauro il "Ninfeo della Pioggia" nel 2023 è stato riportato all'antico splendore e aperto al pubblico.